# 笠井香織
笠井 香織（かさい かおり、1985年7月28日 - ）は、栃木県出身の元女子サッカー選手。ポジションはディフェンダー。埼玉大学教育学部卒業。

## 来歴
兄の影響を受け、宇都宮JFCジュベニールの一員としてサッカーに魅了される。
中学校では学校のソフトテニス部とジュベニールでのサッカーの練習を両立し、さらに栃木県の学力・サッカー共に名門の宇都宮女子高校に一般受験で合格する。FCR 2001 Duisburgの安藤梢とはジュベニール・高校・浦和レッドダイヤモンズ・レディース時代の先輩・後輩であり、仲も良い。
高校に入学後は宇都宮女子高校のサッカー部で活動し、チームの活躍に貢献した。この頃からU-18日本代表に呼ばれたりと、学校でも注目を浴びる。高い身長から学校内でも「かっこいい！」と有名だった。
そのクールな見た目とは裏腹に、性格はお茶目で可愛いらしい部分がある。
その後、群馬FCホリコシ（→アルテ高崎）レディースを経て、2004年、さいたまレイナスFC（→浦和レッドダイヤモンズ・レディース）に入団した。
2009年、大原学園JaSRA女子サッカークラブに移籍。2010年、アルビレックス新潟レディースに移籍。

## 所属クラブ
- - 2001年 河内SCジュベニール
- 2001年 - 2003年 宇都宮女子高校
- 2003年 群馬FCホリコシレディース
- 2004年 - 2008年 さいたまレイナス/浦和レッドダイヤモンズ・レディース
- 2009年 大原学園JaSRA
- 2010年 アルビレックス新潟レディース

## 個人成績
| 国内大会個人成績 | 国内大会個人成績             | 国内大会個人成績 | 国内大会個人成績 | 国内大会個人成績 | 国内大会個人成績 | 国内大会個人成績 | 国内大会個人成績 | 国内大会個人成績 | 国内大会個人成績 | 国内大会個人成績 | 国内大会個人成績 |
| 年度             | クラブ                       | 背番号           | リーグ           | リーグ戦         | リーグ戦         | リーグ杯         | リーグ杯         | オープン杯       | オープン杯       | 期間通算         | 期間通算         |
| 年度             | クラブ                       | 背番号           | リーグ           | 出場             | 得点             | 出場             | 得点             | 出場             | 得点             | 出場             | 得点             |
| 日本             | 日本                         | 日本             | 日本             | リーグ戦         | リーグ戦         | リーグ杯         | リーグ杯         | 皇后杯           | 皇后杯           | 期間通算         | 期間通算         |
| ---------------- | ---------------------------- | ---------------- | ---------------- | ---------------- | ---------------- | ---------------- | ---------------- | ---------------- | ---------------- | ---------------- | ---------------- |
| 2004             | さいたまレイナス             | 22               | L1               | 3                | 0                | -                | -                |                  |                  |                  |                  |
| 2005             | 浦和レッズレディース         | 12               | L1               | 18               | 2                | -                | -                |                  |                  |                  |                  |
| 2006             | 浦和レッズレディース         | 12               | なでしこ Div.1   | 4                | 0                | -                | -                |                  |                  |                  |                  |
| 2007             | 浦和レッズレディース         | 12               | なでしこ Div.1   | 0                | 0                | 3                | 0                |                  |                  |                  |                  |
| 2008             | 浦和レッズレディース         | 12               | なでしこ Div.1   | 0                | 0                | -                | -                |                  |                  |                  |                  |
| 2009             | 大原学園JaSRA                | 3                | なでしこ Div.2   | 21               | 2                | -                | -                | 2                | 0                | 23               | 2                |
| 2010             | アルビレックス新潟レディース | 3                | なでしこリーグ   | 13               | 1                | 3                | 0                | 0                | 0                | 16               | 1                |
| 通算             | 日本                         | 日本             | 1部              | 38               | 3                | 6                | 0                |                  |                  |                  |                  |
| 通算             | 日本                         | 日本             | 2部              | 21               | 2                | -                | -                | 2                | 0                | 23               | 2                |
| 総通算           | 総通算                       | 総通算           | 総通算           | 59               | 5                | 6                | 0                |                  |                  |                  |                  |